# Sematuridae
Sematuridae is een kleine familie van vlinders met 44 soorten. Deze soorten komen vrijwel alleen in het Neotropisch gebied voor met uitzondering van Apoprogones hesperistis Hampson, 1903 die in Zuid-Afrika voorkomt.

## Geslachten
(Indicatie van aantallen soorten per geslacht tussen haakjes)
- Anurapteryx Hampson, 1918 (9)
- Apoprogones Hampson, 1903 (1)
- Coronidia Westwood, 1879 (6)
- Homidiana Strand, 1914 (21)
- Lonchotura Hampson, 1918 (3)
- Nothus Billberg, 1820 (4)